# Елла (король Сассексу)
Елла (*Ælle, Aelle, Ella, д/н —466) — 1-й король Сассексу в 477—514 роках.

## Життєпис
Походив зі впливового сакського роду. Елла був одним з вождів саксів. Дата його народження невідома. Близько 477 року сакси на чолі із Еллою прибули до Британії. Вважається, що він висадився близько Кіменсори, десь на південному узбережжі острова, точне місце розташування не встановлено. Невідомо, чи прибув Елла як найманець бриттів проти піктів, можливо, спочатку брав участь у бриттських міжусобицях. Можливо, також прибув слідом за іншими сакськими вождями.
У першому ж бою вони розбили місцевих жителів, змусивши вцілілих тікати до лісу. Після цього було утворено королівство Сассекс. Втім Еллі довелося докладати багатьох зусиль для утворення державних інституцій, беручи за приклад римські традиції та установи королівств бриттів. Для зміцнення свого становища одружився з донькою Гуртеірна, короля бритів, та онуці кентського короля Хенгіста.
У 485 році сакси на чолі із Еллою знову воювали з бриттами (з ким саме — невідомо) у Меркредсберна, а в 491 році напали на великий бриттський форт Андеріду (сучасне місто Певенсі) і перебили в ньому всіх жителів.
Подальша доля Елли в «Англосаксонській хроніці» не освітлена. Згідно з Бедою Преподобним, Елла став першим верховним загальним володарем усіх саксів на острові — бретвальда. На цій посаді він командував об'єднаними силами саксів, ютів та англів у битві при горі Бадон проти бриттів, у якій зазнав поразки. На думку дослідників, міг загинути в битві або дещо пізніше. Це вкрай негативно позначилося на долі королівства Ессекс. Його синові Кіссі довелося докласти багато зусиль для відновлення державності.

## Родина
1. Дружина — ім'я невідоме
Діти:
- Кісса, король у 514—567 роках
- Кимен
- Вленкінг

2. Дружина — Аліса, донька Гуртеірна, короля бритів
Діти:
- Адель